# Алтынорду, Саид
Саид (Саит) Алтынорду (тур. Sait Altınordu; имя при рождении — Саид Бей; 24 июля 1912, Ускюдар, Стамбул — 17 ноября 1978, Измир) — турецкий футболист, игравший на позиции защитника и полузащитника. По завершении игровой карьеры — футбольный тренер.
В течение всей карьеры выступал за клуб «Алтынорду», стал одним из символов клуба. Сменил фамилию в честь клуба, за который играл, следуя турецкому закону о фамилии, принятому в 1934 году.

## Клубная карьера
Во взрослом футболе дебютировал в 1929 году выступлениями за клуб «Алтынорду», цвета которого защищал на протяжении всей своей карьеры игрока, длившейся двадцать семь лет. Большую часть времени, проведённого в составе «Алтынорду», являлся основным игроком защитной линии команд, выиграл с командой 6 титулов чемпиона Измирской футбольной лиги.
Несмотря на то, что играл на позиции защитника, часто участвовал и в атаках команды, забил 29 голов на протяжении карьеры.
В 1937 году был образован Турецкий национальный дивизион, который объединил в себе 8 лучших клубов региональных чемпионатов Турции, от Измирской футбольной лиги в национальный дивизион была включена вновь созданная команда «Узок» сформированная из лучших игроков измирских клубов «Алтынорду», «Алтай» и «Буджаспор», команда заняла в чемпионате последнее место, что однако не помешало Саиду Алтынорду стать лучшим бомбардиром Национального дивизиона 1937 года с 13 голами. Объеденная команда приняла участие в двух первых розыгрышах трофея Турецкого национального дивизиона. В 1940 году команда «Узок» был обратно переименована в «Алтынорду».
На протяжении карьеры получал предложения от именитых турецких клубов «Галатасарая» и «Фенербахче», от которых отказался. Он настолько сильно отождествлял себя с футбольным клубом, за который играл, что, когда в Турции в 1934 году был введён закон о фамилии, он избрал своей фамилией название клуба, Алтынорду. Не в последнюю очередь поэтому он и по сей день пользуется большим уважением среди поклонников клуба, в 2014 году в Измире ему был установлен памятник.

## Выступления за сборную
22 апреля 1932 года дебютировал в официальных матчах в составе национальной сборной Турции в товарищеской игре против сборной Венгрией Б (1:4), а два года спустя в составе сборной был участником футбольного турнира на Олимпийских играх 1936 года в Берлине. В рамках олимпийского футбольного турнира Алтынорду сыграл один матч против сборной Норвегии, который его команда проиграла со счётом 0:4 и покинула турнир.
Всего в течение карьеры в национальной команде провёл в её форме 4 матча.
Умер 17 ноября 1978 года на 67-м году жизни в городе Измир.

## Тренерская карьера
По завершении карьеры игрока с 1950-х до начала 1960-х годов работал тренером. Среди клубов, которые он возглавлял, можно отметить «Измирспор» и «Алтынорду».

## Достижения
- Чемпион Измирской футбольной лиги[англ.]: (6): 1926/27, 1931/32, 1934/35, 1935/36, 1939/40, 1944/45
- Лучший бомбардир Турецкого национального дивизиона[англ.]: 1937 (13 голов)